# Francoz
Francoz is een gehucht in de gemeente Orelle, in het Franse departement Savoie. Het ligt op zo'n 900 meter boven zeeniveau op de rechteroever van de Arc in het Mauriennedal. Het ligt een kilometer ten oosten van de hoofdplaats van Orelle. Ten noordoosten van Francoz bevinden zich de gehuchten Le Teppey, Le Noiray, La Fusine en Bonvillard op de bergflank. Francoz wordt ontsloten door de D1006. Op de linkeroever liggen de spoorlijn Culoz - Modane en, ingegraven in de Orelletunnel, de A43/E70.

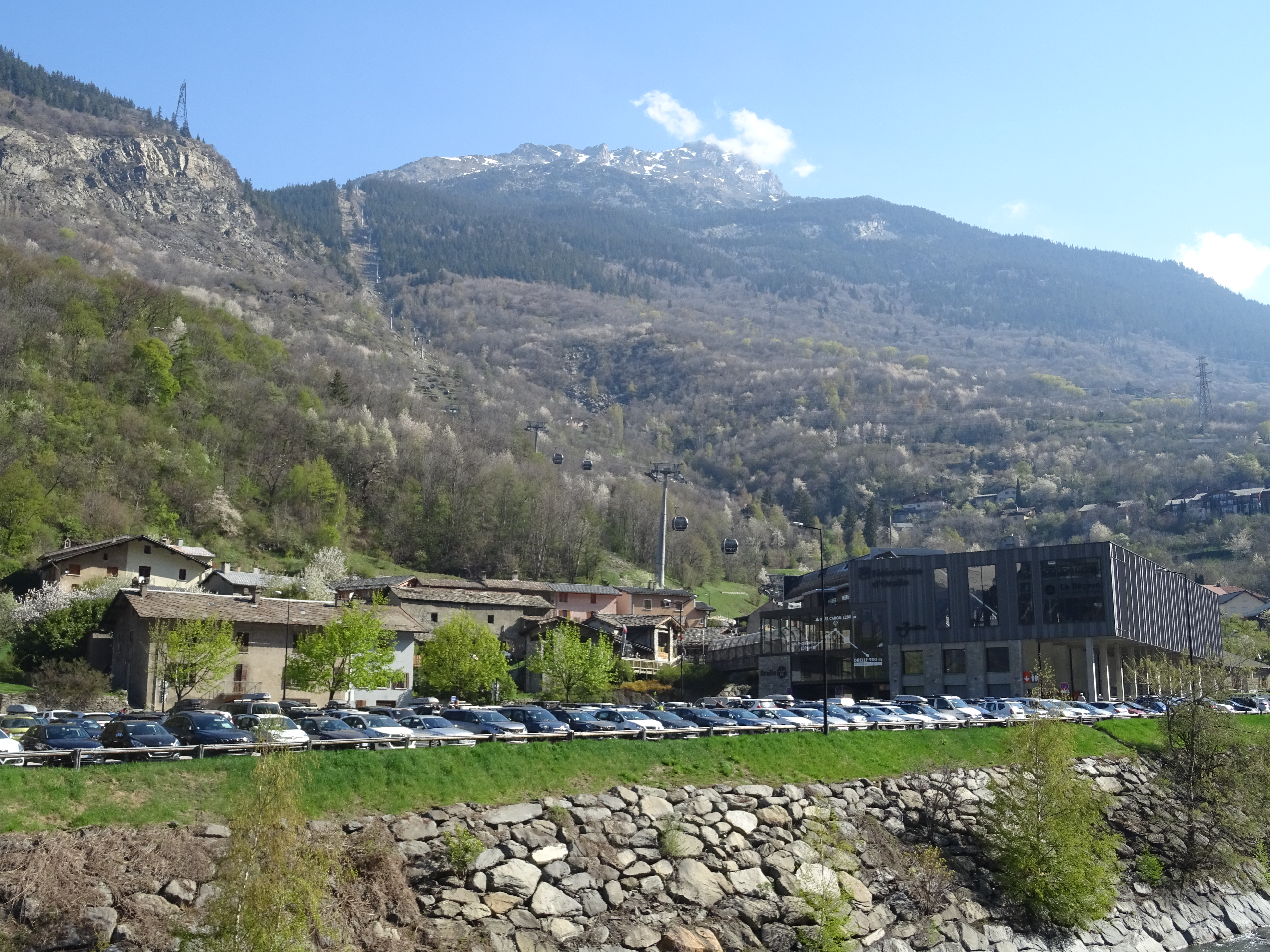
Dalstation van de gondelbaan Orelle-Plan Bouchet in Francoz (2022)

Het kleine dorpje is vooral bekend omwille van een skilift die skiërs uit de Maurienne en Italië naar het hogergelegen wintersportgebied Les 3 Vallées voert. De skilift 3 Vallées Express opende in 1995 en werd in 2021 vervangen door de nieuwe skilift Orelle-Plan Bouchet. Het toeristisch infokantoor van de gemeente Orelle bevindt zich naast het valleistation in Francoz.